# Polyalthia sessiliflora
Polyalthia sessiliflora este o specie de plante din genul Polyalthia, familia Annonaceae. A fost descrisă pentru prima dată de Suzanne Ast, și a primit numele actual de la Nguyên Tiên Bân. Conform Catalogue of Life specia Polyalthia sessiliflora nu are subspecii cunoscute.